# Pargana d'Aurangabad (Kheri)
La pargana d'Aurangabad fou una divisió administrativa del districte de Kheri a l'Oudh, Províncies Unides d'Agra i Oudh. Tenia al nord la pargana de Magdapur, a l'est el riu Kathna, al sud el districte de Sultanpur i a l'oest el riu Gumti. La capital fou Aurangabad, una de les seus dels Germans Sayyids (que tenien la residència principal a Pihani al Gogra) i fou el lloc on foren derrotars i enderrocats pels kshattriya Gaur. La població de 29.845 habitants el 1881, era de majoria hindú (87%). La superfície era de 301 km².